# Edward Brieven
Edouard (Edward) Pierre Constant Fernand Brieven (Tienen, 13 september 1900 - Sint-Genesius-Rode, 2 april 1988) was een Belgisch bestuurder en politicus voor het VNV.

## Levensloop
Brieven doorliep zijn middelbaar onderwijs aan het Onze-Lieve-Vrouwcollege te Tienen en studeerde vervolgens handels- en financiële wetenschappen aan de Katholieke Universiteit Leuven.
Vervolgens werd hij actief in de financiële wereld, waar hij onder meer afgevaardigd bestuurder van was de Spaarcentrale. Omstreeks 1935 werd hij secretaris van het VEV in Brussel. Voor deze organisatie werd hij vervolgens in 1938 aangesteld als afgevaardigd bestuurder, een functie die hij uitoefende tot 1945 toen hij werd opgevolgd door Octaaf Engels.
Bij de gemeenteraadsverkiezingen van 1938 stond hij op de 3e plaats van de eenheidslijst Rex-VNV te Sint-Joost-ten-Node en werd verkozen. Bij de verkiezingen van 1939 stond hij op de 3e plaats op de Kamer-kieslijst van het Vlaamsch Nationaal Blok in het arrondissement Brussel. Tijdens de Duitse bezetting tijdens de Tweede Wereldoorlog was hij lid van de 'Financiële Commissie' van de 'Dienst Inhoud' van het VNV. In augustus 1942 was hij kandidaat-schepen voor Groot-Brussel, zijn kandidatuur werd echter door de VNV-leiding geweerd.
In 1952 werd hij actief als afgevaardigd-beheerder van de Sociale Dienst van het VEV, waarvan hij op 17 december 1954 voorzitter werd. Een functie die hij uitoefende tot 1 juni 1981. Hij werd in deze hoedanigheid opgevolgd door Jozef Van Den Eede.
Tevens was hij stichtend lid van de Vlaamse Volksbeweging (VVB) en de eerste voorzitter van de Orde van den Prince-afdeling Sint-Genesius-Rode/Alsemberg, gesticht op 7 december 1974.